# Охримівська сільська рада
Охри́мівська сільська́ ра́да — адміністративно-територіальна одиниця та орган місцевого самоврядування у Збаразькому районі Тернопільської області. Адміністративний центр — село Охримівці.
Згідно з рішенням Байковецької сільської ради №8/1/13 від 25 грудня 2020 року Охримівська сільська рада припинила свої повноваження у зв’язку з входженням до Байковецької територіальної громади

## Населені пункти
Сільській раді підпорядковані населені пункти:
- с. Охримівці

## Населення
Станом на 19 жовтня 2023 року у селі проживає 179 осіб

## Склад ради
Рада складається з 12 депутатів та голови.
- Голова ради: Добровольська Ганна Михайлівна
- Секретар ради: Владика Оксана Мирославівна

### Керівний склад попередніх скликань
| Прізвище, ім'я, по батькові    | Основні відомості                                                               | Дата обрання | Дата звільнення |
| ------------------------------ | ------------------------------------------------------------------------------- | ------------ | --------------- |
| Добровольська Ганна Михайлівна | Сільський голова, 1962 року народження, позапартійна                            | 26.03.2006   | 31.10.2010      |
| Добровольська Ганна Михайлівна | Сільський голова, 1961 року народження, освіта середня спеціальна, позапартійна | 31.10.2010   |                 |

Примітка: таблиця складена за даними сайту Верховної Ради України

### Депутати
За результатами місцевих виборів 2010 року депутатами ради стали:

#### За суб'єктами висування
| Суб'єкт висування | Кількість обраних депутатів | %   |
| ----------------- | --------------------------- | --- |
| Самовисування     | 12                          | 100 |

#### За округами
| № округу | Прізвище, ім'я, по батькові       | Дата визнання обраним | Освіта           | Партійна приналежність | Відомості про обраного депутата             |
| -------- | --------------------------------- | --------------------- | ---------------- | ---------------------- | ------------------------------------------- |
| 1        | Кравчук Марія Павлівна            | 01.11.2010            | незакінчена вища | позапартійна           | Охримівська с.р., бухгалтер                 |
| 2        | Радик Марія Володимирівна         | 01.11.2010            | вища             | позапартійна           | тимчасово не працює                         |
| 3        | Глоговська Олена Дмитрівна        | 01.11.2010            | вища             | позапартійна           | Управління Держкомзему, начальник відділу   |
| 4        | Кухарська Марія Володимирівна     | 01.11.2010            | середня          | позапартійна           | УПСЗН, соціальний працівник                 |
| 5        | Ходачок Богдан Миколайович        | 01.11.2010            | середня          | позапартійний          | тимчасово не працює                         |
| 6        | Цебринська Лілія Василівна        | 01.11.2010            | вища             | позапартійна           | загальноосвітня школа, вчитель              |
| 7        | Миронець Оксана Іванівна          | 01.11.2010            | середня          | позапартійна           | фельдшерсько-акушерський пункт, завідувачка |
| 8        | Добровольський Ігор Володимирович | 01.11.2010            | середня          | позапартійний          | ПП «Нова Ера»                               |
| 9        | Хмельнюк Сергій Олексійович       | 01.11.2010            | середня          | позапартійний          | тимчасово не працює                         |
| 10       | Владика Оксана Мирославівна       | 01.11.2010            | вища             | позапартійна           | Охримівська с.р., секретар                  |
| 11       | Фесина Михайло Володимирович      | 01.11.2010            | середня          | позапартійний          | тимчасово не працює                         |
| 12       | Дармограй Мирон Мирославович      | 01.11.2010            | середня          | позапартійний          | ШРБУ м. Тернопіль                           |